# Kongebregne (art)
Kongebregne (Osmunda regalis) er en 50-150 cm høj bregne, der i Danmark findes vildtvoksende i moser og skovlysninger. Den er sjælden og derfor fredet og rødlistet i Danmark.

## Beskrivelse
Kongebregne er en flerårig urt med en buskagtig vækst. Bladene danner en uregelmæssig, grundstillet roset. De er dobbeltfinnede med en bladfod, som bærer brede flige. De ovale småblade er enten helrandede eller fint takkede. Oversiden er græsgrøn, mens undersiden er lysegrøn.
De sporebærende skud består af oprette, stærkt omdannede blade, hvor de øverste dele er meget smalle og helt dækket af sporehuse. Disse blade mangler grønkorn og får efterhånden en gyldentbrun farve.
Rodnettet består af en lodret jordstængel og kragtige, trævlede siderødder.
Højde x bredde og årlig tilvækst: 1,80 x 1,80 m (180 x 180 cm/år). Heri ikke medregnet de forholdsvist få skud fra roden.

## Voksested
Planten hører hjemme i fugtige egne i alle temperedede egne af verden med undtagelse af Sydøstasien og Australien. Overalt er den knyttet til skyggede eller fugtige biotoper. I Danmark findes den i moser, ellesumpe og skovlysninger, men er sjælden. Den er hyppigst på Øerne og i Sønderjylland.
I Holmegaards mose på Sjælland findes Kongebregne sammen med bl.a. rosmarinlyng, tranebær, bakkegøgelilje, hvid næbfrø, klokkelyng, mosebølle, mosepors, otteradet ulvefod, rundbladet soldug, skovstjerne, sodsiv, sumphullæbe, tuekæruld og vibefedt.
| Portal | Portal:Botanik |